# Aurecocrypta lugubris
Aurecocrypta lugubris är en spindelart som beskrevs av Raven 1994. Aurecocrypta lugubris ingår i släktet Aurecocrypta och familjen Barychelidae.
Artens utbredningsområde är Western Australia. Inga underarter finns listade.